# Zoroastrismo nos Estados Unidos

## História
Registros históricos indicam que a presença zoroastriana na América remonta à década de 1860, durante a corrida do ouro na Califórnia, um dos garimpeiros era um zoroastriano chamado Cawasji Zaveri em 1865, o Evening Post de Nova York publicou uma carta protestando contra a escravidão de um zoroastriano chamado Dosabhai Faramji Cama. Outros primeiros zoroastrianos incluem Pestonji Framji Daver, um Parsi que veio para São Francisco em 1892, e o primeiro zoroastriano iraniano Rostam Kermani, que se estabeleceu nos Estados Unidos em 1926.
Acredita-se que a primeira Associação Zoroastriana da América do Norte tenha sido formada em 1929, quando um grupo de sete zoroastrianos na área de Nova York se reuniu na sala de estar de um Phiroze Saklatwala em 10 de novembro de 1929.

## Visão geral
O templo de fogo mais antigo dos Estados Unidos foi comprado por Arbab Rustam Guiv em New Rochelle. O templo de fogo mais notável dos Estados Unidos é o templo de Dar-e-Mehr, localizado em Pomona, Nova York. Foi comprado em 2001 e posteriormente construído com princípios zoroastrianos e, em seguida, inaugurado em abril de 2016.

## Demografia
Em 2006, Os Estados Unidos tinham a terceira maior população zoroastriana do mundo, com seis mil adeptos. Com base em endereços para correspondência em vez de congregações, existem dois condados dos EUA onde os zoroastrianos constituem a segunda maior religião depois do cristianismo. De acordo com um censo de 2010 da Association of Statisticians of American Religious Bodies, também existem dois condados dos EUA em que os zoroastrianos constituem a segunda maior religião conjunta, juntamente com a Fé Baha'i, em número de adeptos. The Federation of Zoroastrian Associations of North America (FEZANA) está sediada nos Estados Unidos e também publica trimestralmente o Fezana Journal. Alegou que a comunidade zoroastriana americana cresceu 33,5% entre 2004 e 2012 para 15.000 aderentes, enquanto a comunidade norte-americana em geral cresceu 24,4%, para 20.847 aderentes.